# Кондоєшть
Кондоєшть, Кондоєшті (рум. Condoiești) — село у повіті Вилча в Румунії. Входить до складу комуни Штефенешть.
Село розташоване на відстані 148 км на захід від Бухареста, 56 км на південь від Римніку-Вилчі, 46 км на північний схід від Крайови.

## Населення
За даними перепису населення 2002 року у селі проживали 394 особи, усі — румуни. Усі жителі села рідною мовою назвали румунську.